# Leskia flava
Leskia flava är en tvåvingeart som beskrevs av Townsend 1911. Leskia flava ingår i släktet Leskia och familjen parasitflugor.
Artens utbredningsområde är Peru. Inga underarter finns listade i Catalogue of Life.